# Tomasz Nawrocki (ekonomista)
Tomasz Adam Nawrocki (ur. 1967) – polski ekonomista i urzędnik państwowy, doktor nauk ekonomicznych, w latach 2008–2011 prezes Agencji Nieruchomości Rolnych.

## Życiorys
Absolwent Szkoły Głównej Gospodarstwa Wiejskiego. Obronił doktorat na Wydziale Ekonomiczno-Rolniczym (obecnie Wydział Nauk Ekonomicznych) swojej Alma Mater. Tematem pracy doktorskiej było kredytowanie indywidualnych gospodarstw rolniczych w Polsce w latach 1994–1999. Od 1993 pracował jako asystent, a potem adiunkt w Katedrze Ekonomiki i Organizacji Rolnictwa SGGW. Wykładał potem od 1999 na Wyższej Szkole Finansów i Zarządzania w Siedlcach i na Akademii Podlaskiej. Brał również udział w projektach badawczych.
Od lutego do sierpnia 2008 dyrektor Mazowieckiego Ośrodka Doradztwa Rolniczego w Warszawie. Od 18 sierpnia 2008 roku pełnił obowiązki wiceprezesa Agencji Restrukturyzacji i Modernizacji Rolnictwa. 10 października tego samego roku powołany na prezesa ANR w miejsce Wojciecha Kuźmińskiego. 5 grudnia 2011 roku na tym stanowisku zastąpił go Sławomir Pietrzak. 6 lutego 2024 powołany na stanowisko zastępcy prezesa Agencji Restrukturyzacji i Modernizacji Rolnictwa.